# Stellenbosch (municipalité)
La municipalité de Stellenbosch (Stellenbosch Local Municipality en anglais, Stellenbosch Plaaslike Munisipaliteit en Afrikaans) est une municipalité locale du district de Cape Winelands dans la province du Cap-Occidental en Afrique du Sud. Le siège de la municipalité est situé à Stellenbosch.

## Communes de Stellenbosch
La municipalité locale de Stellenbosch comprend les villes, villages, localités, lieux dits, zones rurales et townships de Stellenbosch, Franschhoek, Nuweberg, Pniel, Brandwacht, 
Cloetesville, Dalsig, De Hollandsche , Devon Valley, Elsenburg, Idasvallei, Jamestown, Khayamandi, Klapmuts, Kleingeluk, Koelenhof, Kylemore, La Colline, Languedoc, Lynedoch, Onder Papegaaiberg, Pappegaai, Paradyskloof, Raithby, Robertsvlei, Tennantville, Welgevonden, Wiesiesdraai.  
Elle fait partie de l'ancien district du Boland, devenu le district des vignobles du Cap (Cape Winelands district).

## Démographie
Selon le recensement de 2011, la municipalité compte 155 733 habitants, majoritairement coloured (52,24 %) et bantous (28,07 %). Les blancs d'ascendances britanniques ou afrikaners représentent 18,46% des administrés.

## Historique
Avant 1994, les villes de Stellenbosch et Franschhoek, administrée aujourd'hui toutes deux par la municipalité de Stellenbosch, étaient gérées par des conseils municipaux autonomes, élus par les résidents blancs de ces localités. Le township de Kayamandi était gouverné par un conseil municipal créé en vertu de la loi de 1982 sur les autorités locales noires. L'ancienne mission de Pniel était gouvernée par un conseil de gestion tandis que les habitants de couleur (coloured) d'Idas Valley et Cloetesville (faubourgs de Stellenbosch) et Groendal (faubourg de Franschhoek) relevaient également de comités de gestion, subordonnés à ces conseils municipaux. Enfin, ceux résidant à Johannesdal, Kylemore et Klapmuts South relevaient des comités de gestion subordonnés au  Western Cape Regional Services Council (RSC), une entité administrative chapeautant l'ensemble de la région de Stellenbosch, villes comprises. 
Au début des années 1990, un processus a été mis en place pour que les autorités locales négocient des fusions volontaires. La municipalité de Franschhoek inaugura ce processus en fusionnant avec le comité de gestion de Groendal, créant en septembre 1992 la première municipalité non raciale de la région et à se doter d'un maire coloured.
Après les élections générales sud-africaines de 1994 et à la suite des négociations entre les parties concernées (autorités locales, partis politiques, organisations communautaires), les autorités locales sortantes furent dissoutes pour être remplacées à partir de janvier 1995 par des conseils locaux de transition (TLC) pour chaque ville et village : 
- le TL de Pniel
- le TLC de Stellenbosch remplaçant la municipalité de Stellenbosch, le conseil municipal de Kayamandi et les comités de gestion d'Idas Valley / Cloetesville, Johannesdal, Kylemore et Klapmuts South.
- le TLC de Franschhoek remplaçant la municipalité de la région de Franschhoek
- le Winelands RSC remplaçant le Western Cape RSC (sans la zone métropolitaine du Cap transférée à la municipalité du Cap). Il sera lui-même remplacé dès les élections municipales de 1996 par un conseil de district de Winelands.

Lors des élections municipales de 1996, les membres des TLC furent élus par leurs administrés tandis que des conseils représentatifs de transition (CRT) furent aussi élus pour représenter les zones rurales, en plus des TLC, au sein du conseil de district. La zone qui allait devenir la municipalité de Stellenbosch comprenait alors une partie du TRC de Paarl.
En décembre 2000, les TLC et TRC furent dissous pour laisser place à un autorité locale unique, la municipalité de Stellenbosch. Lors de la même élection, le conseil de district de Winelands fut aussi dissous et remplacé par la municipalité de district de Boland (aujourd'hui le district de Cape Winelands). 
En 2006, une zone rurale située au sud-est de Brackenfell, fut transférée de la ville du Cap et ajoutée à la municipalité de Stellenbosch.

## Administration
Le conseil municipal comprend 43 membres élus au scrutin direct et proportionnel sur liste dans 22 circonscriptions.

Composition du conseil municipal de 2011 à 2016
DA (25)
ANC (11)
Association civique de Stellenbosch (3)
Autres (1)

En 2000, la municipalité est remportée par la toute nouvelle Alliance démocratique (DA). Cependant, en 2002, la majorité municipale a basculé du côté de l'ANC à la suite du ralliement à cette dernière des élus du Nouveau Parti national en rupture avec la DA.
Lors des élections municipales du 1er mars 2006, l'ANC devance d'un seul siège la DA avec 16 élus contre 15. Cinq autres sièges se répartissant entre des petits partis. Mais lors de l'élection de l'exécutif municipal, la DA rallie à elle la majorité des petits partis propulsant Lauretta Maree (DA) à la mairie. 

Cependant en avril 2008, elle est renversée à la suite de la défection de deux élus au profit de l'ANC. Patrick Swartz (Khayamandi Community Alliance) est alors élu maire de la municipalité.
De juin 2011 à aout 2016, le maire de Stellenbosch est Conrad Sidego (Alliance démocratique - DA) à la suite de l'écrasante victoire de l'Alliance démocratique aux élections municipales de mai 2011 accordant 59 % des voix et 25 sièges (la majorité absolue) au premier parti d'opposition nationale contre 11 sièges à l'ANC et 7 sièges aux petits partis. Lors des élections municipales sud-africaines de 2016, la DA remporte 69,07 % des voix et 30 sièges au conseil municipal de Stellenbosch, loin devant l'ANC (20,11% et 8 sièges) et divers autres petits partis. Lors des élections municipales sud-africaines de 2021, la DA s'impose de nouveau (28 des 45 sièges) et Gesie van Deventer reconduite pour un second mandat. 

### Liste des maires depuis la formation de la municipalité locale de Stellenbosch (2000)
| Maires de Stellenbosch depuis 2000 |  | Parti politique                                   | Terme                        |
| ---------------------------------- |  | ------------------------------------------------- | ---------------------------- |
| Willie Meyer                       |  | DA                                                | décembre 2000 - octobre 2002 |
| Willie Ortell (1929-2019)          |  | NNP (jusqu'en 2004) puis ANC                      | octobre 2002 - mars 2006     |
| Lauretta Maree                     |  | DA                                                | mars 2006 - avril 2008       |
| Patrick Swartz                     |  | Khayamandi Community Alliance (soutenu par l'ANC) | avril 2008 - décembre 2009   |
| Cyril Jooste                       |  | DA                                                | décembre 2009 - mai 2011     |
| Conrad Sidego (1946-2020)          |  | DA                                                | 2011-2016                    |
| Gesie van Deventer                 |  | DA                                                | aout 2016 - novembre 2024    |
| Jeremy Fasser                      |  | DA                                                | depuis le 29 novembre 2024   |

## Sources
- Cet article est partiellement ou en totalité issu de l'article intitulé « Stellenbosch » (voir la liste des auteurs).